# Marco De Luigi
Marco De Luigi (* 21. März 1978 in San Marino) ist ein Fußballspieler aus San Marino.
Der 1,73 m große Stürmer absolvierte in der San-marinesischen Fußballnationalmannschaft 18 Länderspiele und spielt für den Verein AC Juvenes/Dogana.